# Нарзан

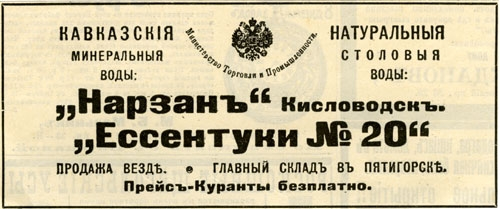
Реклама Нарзана. 1906

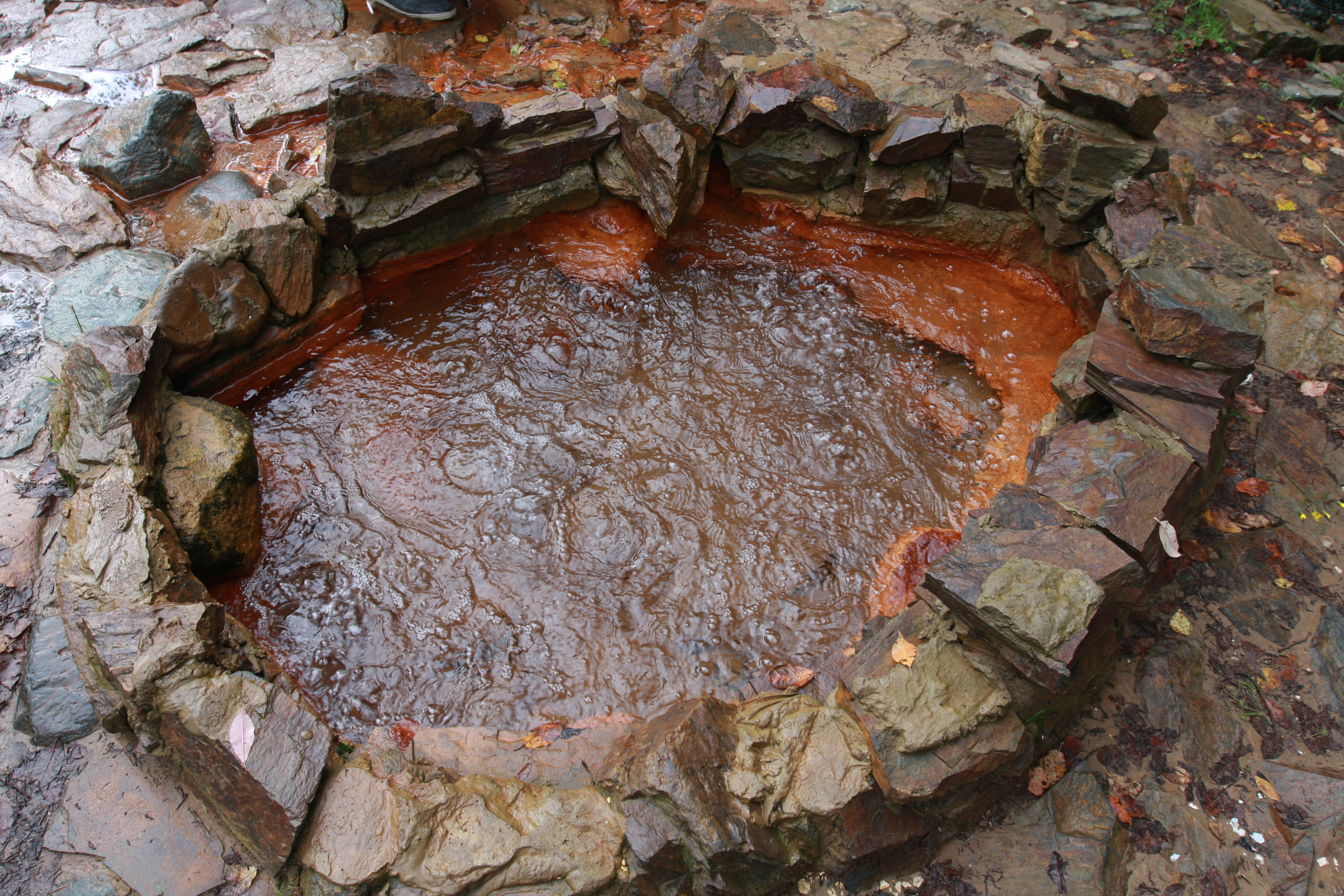
Колодец с нарзанным источником в урочище «Долина Нарзанов»

Нарза́н (от кабард.-черк. нартсанэ — «напиток нартов», «напиток богатырей») — минеральная природная лечебно-столовая питьевая вода, сульфатно-гидрокарбонатная (гидрокарбонатно-сульфатная) поликатионная, уровень минерализации 2,0—3,5 г/л, а также НМПТ (наименование места происхождения товара). 
В соответствии с ГОСТ Р 54316-2020 «Воды минеральные природные питьевые. Общие технологические условия», минеральная вода «Нарзан» добывается только из скважин 5/0, 12, 107-Д, 7-РЭ, 2-Б-бис, 107 резервная, N 107 Д резервная Кисловодского месторождения в Ставропольском крае. Обладает природной газацией (содержит природный углекислый газ). Относится к группе V, Кисловодскому гидрохимическому типу минеральных вод.

## История происхождения
В начале XVIII столетия Пётр I побывал в Карлсбаде на водах и был поражен широким спектром их применения. Полный честолюбивых замыслов, он вернулся в Россию и незамедлительно повелел начать розыск минеральных вод на обширной территории Империи. В 1717 году для поиска в Российском государстве ключевых вод, «которыми можно пользоваться от болезней», на Кавказ был отправлен лейб-медик государя Готлиб Шобер. В результате им были открыты тёплые источники на Тереке. В своем донесении Петру I он впервые упоминает о кислом источнике: «Так же есть в Черкесской земле изрядный кислый родник».
В 1784 году астраханский губернский врач доктор Яков Рейнеггс (Христиан Рудольф Элих) (1744-1793) останавливался в Константиногорской крепости, откуда дважды, в июле и декабре, выезжал к источнику Нарзан, провел измерение температуры и дал первое, известное в литературе, краткое его описание.
В 1797 году Государственная Медицинская коллегия, проанализировав сведения о целебных свойствах воды из кислого источника, предложила организовать работу по более точному определению её свойств и рекомендовала применять ее при лечении солдат.
Летом 1798 г. у Кислого колодца побывал командующий Кавказской линией генерал-лейтенант граф И.И. Морков. Вместе со своим семейством, свитой и охраной он провел здесь два месяца, открыв таким образом первый курортный сезон на месте будущего Кисловодска.
В 1803 году Александр I издал указ о признании Кислых вод и всего района, где находились минеральные источники, лечебной местностью государственного значения. Таким образом, город Кисловодск и весь район Минеральных Вод официально были признаны лечебной территорией государственного значения.
13 июня 1803 г. силами солдат 16-го егерского полка из крепости Константиногорской (ныне город Пятигорск) началось строительство укрепления на возвышенности, в 200-300 саженях от источника «Нарзан».
В это же время возникла Первая прогулочная тропа, проходившая от источника «Нарзан» вверх по течению Ольховки до Тупой горки. Эта прогулочная дорожка стала основой будущего Нижнего парка.
В 1822 году генерал А. П. Ермолов добился выделения крупных денежных средств на развитие курорта. На курорт были приглашены швейцарские мастера каменных дел братья Джузеппе и Джованни Бернардацци для сооружения зданий по утвержденным проектам архитектора И. Шарлеманя. По приказу Ермолова начинается создание Кисловодского курортного парка.
В 1848 году по проекту архитектора С.И. Уптона в Курортном парке города Кисловодска была заложена Нарзанная галерея. В галерее установили скамейки, а проход сделали сквозным — из нее можно было попасть и к ванным, и к источнику «Нарзана». Впоследствии галерею заменил собой полноценный курортный комплекс.
В 1894 году начался промышленный розлив минеральной воды «Нарзан» и продажа ее по всей России.
Спустя четыре года кисловодская минеральная вода доехала до французского Реймса, где получила высочайшую оценку на Международной выставке — Золотую медаль качества. К этому времени производство напитка из недр земли превысило полмиллиона бутылок в год.

## Геологическое происхождение
Северный Кавказ характеризуется особой геологической структурой. При формировании минеральных вод большое значение имеет вулканическая деятельность горы Эльбрус. В результате воздействия магматического тепла на горные породы образуется углекислота. Природной углекислотой богата минеральная вода «Нарзан».
Многолетние наблюдения и исследования показали, что главный район месторождения и формирования нарзанов находится в 15-20 км к югу и юго-западу от Кисловодска, в районе Кабардинского хребта, высота которого 1544 м.
Кабардинское плато покрыто многочисленными провальными воронками и небольшими озерами, которые образованы дождевыми и снеговыми водами, проложившими себе пути движения в подземные слои. Там образуются мощные водоносные горизонты, которые движутся на северо-восток и сбегают в Кисловодскую долину.
Лечебная ценность минеральной воды «Нарзан» определяется степенью насыщенности углекислотой и наличием в составе более 30 полезных минералов и микроэлементов — магния, кальция, калия и пр.

## Химический состав
Полный химический состав насчитывает более 30 минералов, что при относительно невысокой минерализации – очень редкое явление. В одном литре воды «Нарзан» столько же кальция, столько в полулитрах молока, что составляет 35% дневной нормы взрослого человека. Также «Нарзан» богат магнием. В литре воды содержится 30% дневной нормы этого микроэлемента. Основной химический состав указан в ГОСТе Р 54316-2020.
| Основной ионный состав представителя гидрохимического типа минеральной воды | Основной ионный состав представителя гидрохимического типа минеральной воды | Основной ионный состав представителя гидрохимического типа минеральной воды | Основной ионный состав представителя гидрохимического типа минеральной воды | Основной ионный состав представителя гидрохимического типа минеральной воды | Основной ионный состав представителя гидрохимического типа минеральной воды | Биологически активные компоненты, мг/дм3 |
| Анионы, мг/дм3                                                              | Анионы, мг/дм3                                                              | Анионы, мг/дм3                                                              | Катионы, мг/дм3                                                             | Катионы, мг/дм3                                                             | Катионы, мг/дм3                                                             | Биологически активные компоненты, мг/дм3 |
| HCO3-                                                                       | SO42-                                                                       | Cl-                                                                         | Ca2+                                                                        | Mg2+                                                                        | (Na+ + K+)                                                                  | Биологически активные компоненты, мг/дм3 |
| 1000 – 1950                                                                 | 250 – 1100                                                                  | 50 – 250                                                                    | 200 – 600                                                                   | 50 – 180                                                                    | 50 – 450                                                                    | H2SiO3 10 – 50, CO2 1000 – 2500          |

## Лечебные свойства
Минеральная вода «Нарзан» рекомендована для лечения и профилактики следующих заболеваний (вне фазы обострения):
- болезни пищевода (эзофагит, гастроэзофагеальная рефлюксная болезнь);
- хронические гастриты с нормальной и повышенной секреторной функцией желудка;
- язвенная болезнь желудка и 12-перстной кишки;
- болезни кишечника (синдром раздраженного кишечника, дискинезия кишечника);
- болезни печени, желчного пузыря и желчевыводящих путей;
- болезни поджелудочной железы (хронический панкреатит).
- болезни обмена веществ (сахарный диабет, ожирение, нарушение солевого и липидного обмена);
- нарушение органов пищеварения после оперативных вмешательств по поводу язвенной болезни желудка; постхолецистэктомический синдром;
- болезни мочевыводящих путей (хронический пиелонефрит, мочекаменная болезнь, хронический цистит, уретрит).

## Розлив минеральной воды
В настоящее время промышленный розлив минеральной воды «Нарзан» из скважин 107-Д, 7-РЭ, 2-Б-бис осуществляет АО «Нарзан».